# Кипрей четырёхгранный
Кипрей четырёхгранный (лат. Epilobium tetragonum) — многолетнее травянистое растение, вид рода Кипрей (Epilobium) семейства Кипрейные (Onagraceae). Встречается также под названием Кипрей сродный по устаревшему синонимичному названию лат. Epilobium adnatum
По классификации, использованной в издании Флора СССР 1949 г., относится к группе кипреев с цельным (булавовидным или головчатым) рыльцем (секция Synstigma), подсекции Obovoideae, отличающейся обратнояйцевидными семенами, подгруппе Tetragona с четырьмя выраженными гранями на стеблях.

## Ботаническое описание
Многолетнее травянистое растение.
Стебель прямой, обычно сильно ветвистый, 30-70 см высотой с четырьмя выдающимися в виде тонких ребер продольными линиями, идущими от приросших краев листьев. Опушение легкое, мелкими прижатыми волосками, либо отсутствует. Осенью у основания стебля формируются короткие побеги, несущие на концах розетки с неразвернутыми листьями.
Листья голые, ланцетовидные или линейно-ланцетные, сидячие, супротивные за исключением самых верхних. Размеры 3-8 см длиной и 5-10 мм шириной, край зубчато-пильчатый.
Бутоны эллиптические, суживающиеся к обоим концам, не поникающие, покрыты прижатыми волосками. Цветки мелкие, на верхушке стебля и в пазухах верхних листьев. Чашечка колокольчатая, слегка пушистая. Лепестки немного длиннее чашечки, бледно розовой окраски, 5-7 мм длиной и 3-4 мм шириной, обратнояйцевидные, на верхушке выемчатые. Рыльце узкобулавовидное, около 3 мм длиной.
Коробочка слегка короткопушистая, 5-8 см длиной. Семена тёмно-коричневые, обратнояйцевидные, 1 × 0,5 мм.
Хромосомное число 2n = 36.

## Распространение и экология
Ареал распространения охватывает Скандинавию, Среднюю и Атлантическую Европу, Средиземноморский регион, Балканы, Малую и Среднюю Азию, Иран.
В России встречается на европейской части (кроме Крайнего Севера), Кавказе, в Западной Сибири.
Произрастает на ключевых болотах, сырых пойменных лугах, по берегам рек и других водоемов, на заболоченных понижениях.

## Классификация

### Таксономическое положение
- Epilobium tetragonum L., 1753, Sp. Pl. : 348

Вид Кипрей четырёхгранный входит в род Кипрей (Epilobium) семейства Кипрейные (Onagraceae) порядка Миртоцветные (Myrtales) последовательно входящий в клады Мальвиды → Розиды → Суперрозиды → Эвдикоты → Цветковые растения. Таксономическая схема в соответствии с Системой APG IV по состоянию на декабрь 2023 года:
|  |                          |  |                                   |                                   |                     |  | еще 8 семейств | еще 8 семейств |                           |  |                         |  | еще 261 подтвержденный вид и 147 таксонов в статусе "неподтвержденных" | еще 261 подтвержденный вид и 147 таксонов в статусе "неподтвержденных" |  |
|  |                          |  |                                   |                                   |                     |  | еще 8 семейств | еще 8 семейств |                           |  |                         |  | еще 261 подтвержденный вид и 147 таксонов в статусе "неподтвержденных" | еще 261 подтвержденный вид и 147 таксонов в статусе "неподтвержденных" |  |
|  |                          |  |                                   | порядок Миртоцветные              |                     |  |                |                | род Кипрей                |  |                         |  |                                                                        |                                                                        |  |
|  |                          |  |                                   | порядок Миртоцветные              |                     |  |                |                | род Кипрей                |  | 2 внутривидовых таксона |  |                                                                        |                                                                        |  |
|  | клада Цветковые растения |  |                                   |                                   | семейство Кипрейные |  |                |                | вид Кипрей четырёхгранный |  |                         |  |                                                                        |                                                                        |  |
|  | клада Цветковые растения |  |                                   |                                   |                     |  |                |                |                           |  |                         |  |                                                                        |                                                                        |  |
|  |                          |  | ещё 63 порядка цветковых растений | ещё 63 порядка цветковых растений |                     |  |                | еще 21 род     | еще 21 род                |  |                         |  |                                                                        |                                                                        |  |
|  |                          |  |                                   | ещё 63 порядка цветковых растений |                     |  |                |                | еще 21 род                |  |                         |  |                                                                        |                                                                        |  |

### Внутривидовые таксоны
- Epilobium tetragonum subsp. lamyi (F.W.Schultz) Nyman
- Epilobium tetragonum subsp. tournefortii (Michalet) H.Lév.

### Синонимы
- Chamaenerion tetragonum Scop.
- Epilobium adnatum Griseb.
- Epilobium adnatum var. rodriguezii Sennen
- Epilobium decurrens hort.
- Epilobium dregeanum E.Mey. ex Hausskn.
- Epilobium dubium Curt.
- Epilobium flaccidum Brot.
- Epilobium glabellum var. tetragonum (L.) Maiden & Betche
- Epilobium heterophyllum Nutt. ex Hausskn.
- Epilobium micranthum Pall. ex Hausskn.
- Epilobium novum Winterl
- Epilobium obscurum F.W.Schmidt
- Epilobium obscurum Hort.Matr. ex M.Bieb.
- Epilobium palustre Ucria
- Epilobium ptarmicifolium F.W.Schultz
- Epilobium salzmannii Boiss. & Reut. ex Nyman
- Epilobium serrulatum Pourr. ex Willk.
- Epilobium tetragonum Guss.
- Epilobium tetragonum subsp. adnatum (Griseb.) Cabanès
- Epilobium tetragonum subsp. tetragonum
- Epilobium tournefortii Freyn
- Epilobium virgatum W.D.J.Koch